# Cantonul Mont-Saint-Vincent
Cantonul Mont-Saint-Vincent este un canton din arondismentul Chalon-sur-Saône, departamentul Saône-et-Loire, regiunea Burgundia, Franța.

## Comune
| Comune                    | Populație (1999) | Cod poștal | Cod INSEE |
| ------------------------- | ---------------- | ---------- | --------- |
| Genouilly                 | 414              | 71460      | 71214     |
| Gourdon                   | 871              | 71300      | 71222     |
| Marigny                   | 118              | 71690      | 71278     |
| Mary                      | 217              | 71690      | 71286     |
| Mont-Saint-Vincent        | 317              | 71690      | 71320     |
| Le Puley                  | 110              | 71460      | 71363     |
| Saint-Clément-sur-Guye    | 115              | 71460      | 71400     |
| Saint-Micaud              | 203              | 71460      | 71465     |
| Saint-Romain-sous-Gourdon | 454              | 71230      | 71477     |
| Vaux-en-Pré               | 80               | 71460      | 71563     |